# Puccinia fragosoana
Puccinia fragosoana är en svampart som beskrevs av Beltrán 1921. Puccinia fragosoana ingår i släktet Puccinia och familjen Pucciniaceae.   Inga underarter finns listade i Catalogue of Life.